# Saint-Hippolyte (Gironde)
Saint-Hippolyte település Franciaországban, Gironde megyében. Lakosainak száma 124 fő (2022. január 1.). Saint-Hippolyte Saint-Christophe-des-Bardes, Saint-Étienne-de-Lisse, Saint-Laurent-des-Combes és Saint-Pey-d’Armens községekkel határos.

## Népesség
A település népessége az elmúlt években az alábbi módon változott:
| Lakosok száma | 271  | 277  | 234  | 175  | 145  | 141  | 134  | 130  | 133  | 124  |
|               | 1968 | 1982 | 1990 | 2006 | 2013 | 2015 | 2017 | 2019 | 2020 | 2022 |